# Athlia bruchi
Athlia bruchi är en skalbaggsart som beskrevs av Moser 1924. Athlia bruchi ingår i släktet Athlia och familjen Melolonthidae. Inga underarter finns listade.